# محرك سميثويك

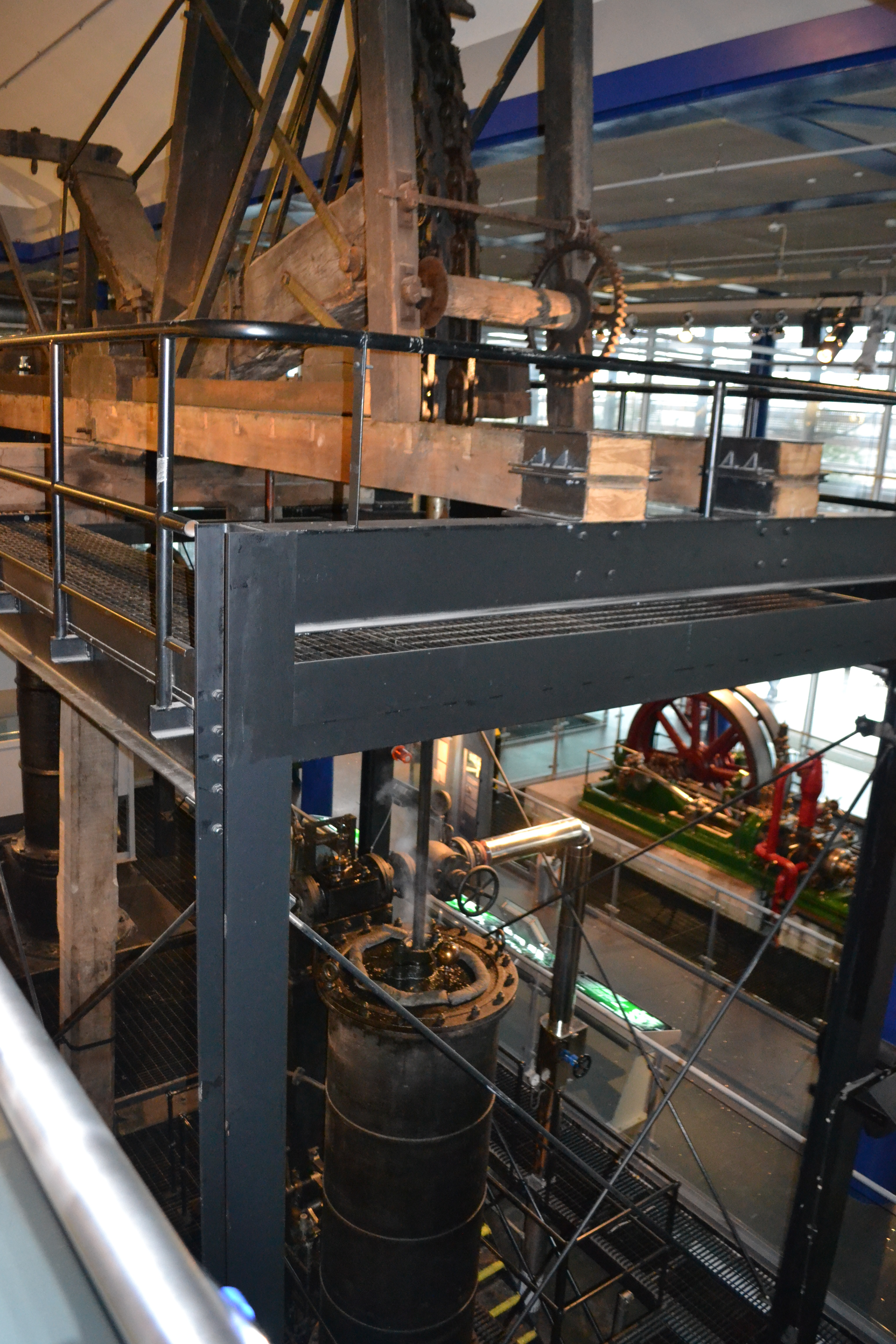
المحرك في متحف برمنغهام للعلوم

محرك سميثويك، هو محرك بخاري صممه واط، وصنّعته شركة بولتون وواط، وقد تم تنصيبه للعمل بالقرب من برمنغهام (إنجلترا)، حيث بدأ العمل فعلياً في أيار (مايو) 1779. يوجد هذا المحرك الآن في متحف برمنغهام للعلوم (ثينكتانك)، ويعتبر أقدم محرك بخاري عامل وأقدم محرك عامل في العالم

## التاريخ
في الأصل، كان محرك سميثويك أحد محركين استُخدما لإعادة ضح المياه في مناسيب قناة برمنغهام لمسافة 491 متر عند قمة المستوى الرئيسي من خط قناة برمنغهام الرئيسي في سميثويك، ولا يبعد المكان عن مسبك سوهو الذي تم صنع المحرك فيه. أما المحرك الآخر والذي صنّعته شركة بولتون وواط أيضاً فكان يعمل عند الطرف الآخر من القناة. عام 1804، أضيف محرك آخر ليعمل جنباً إلى جنب مع المحرك الذي يعود لعام 1779.
كانت الحاجة لهذه المحركات لنظرأ لأن مصادر المياه المحلية لم تكن كافية لتوفير المياه لتشغيل الهويسات الستة على طرفي القناة الأصلية. كان يمكن تجنب استخدام الأقفال لو بني نفق، لكن الأرض كانت غير مستقرة أبداً، ما جعل بناء النفق أمراً صعباً للغاية باستخدام التقنيات التي كانت متاحة في ذلك الحين. في عقد 1780 بنى جون سميتون قَطْعاً ساهم في الاستغناء عن 3 أقفال من أصل 6.

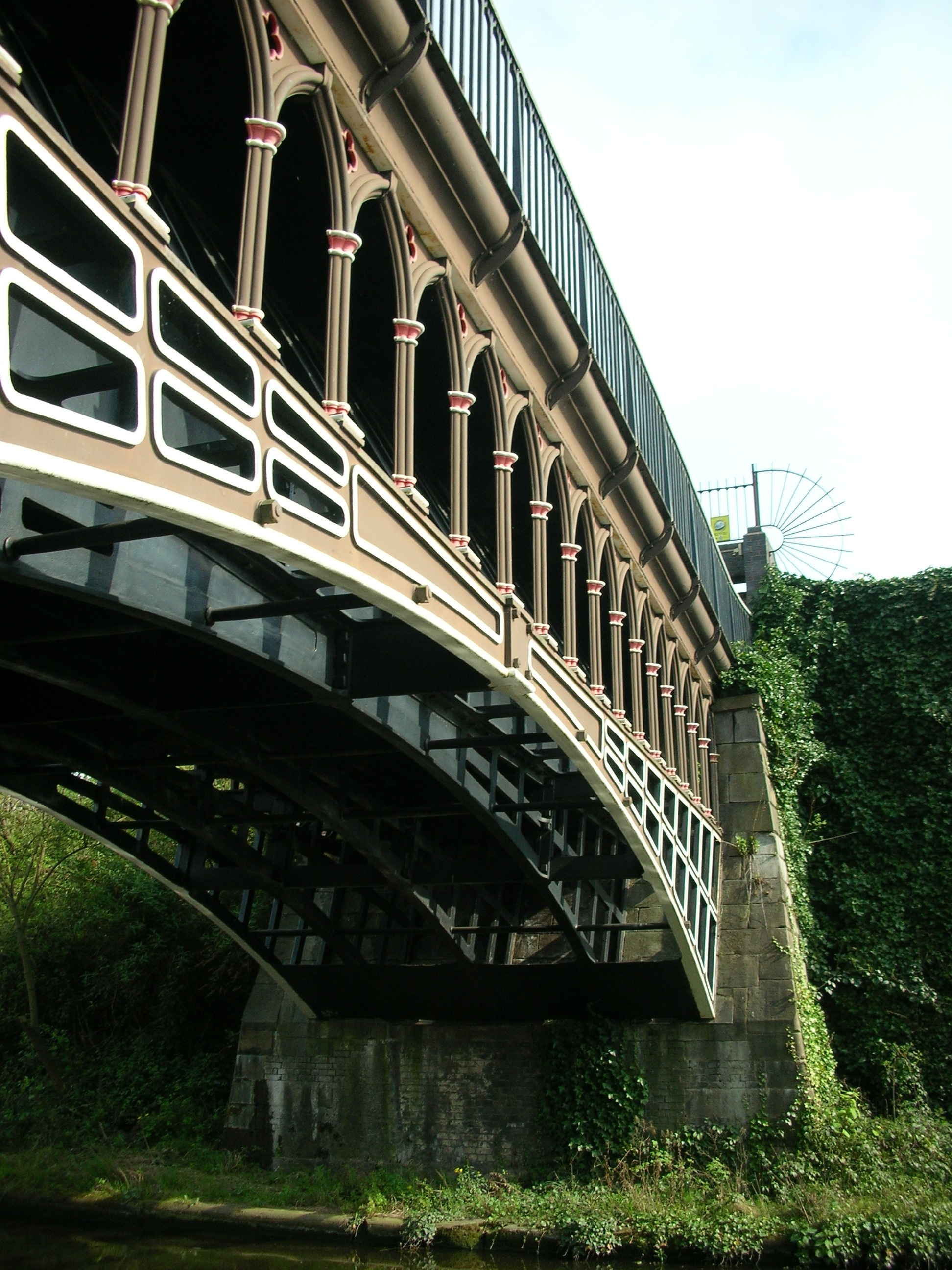
قناطر فرع المحرك

في عقد 1820، بنى توماس تيلفورد قناة جديدة موازية للقناة الجديدة لكن بقطعٍ أكبر، مُنشأً بذلك أضخم السدود الترابية التي صنعها الإنسان حتى ذلك الوقت في العالم. يقطع هذه القناة جسر غالتون. كانت الحاجة للمحرك لا زالت قائمة على الرغم من هذه الإنشاءات، وقد بنى توماس تيلفورد قناطر فرع المحرك تحمل قناة فرع المحرك فوق الخط الرئيسي الجديد، وبذا كان لا يزال بالإمكان نقل الفحم على طول الفرع لتغذية محرك سميثويك.

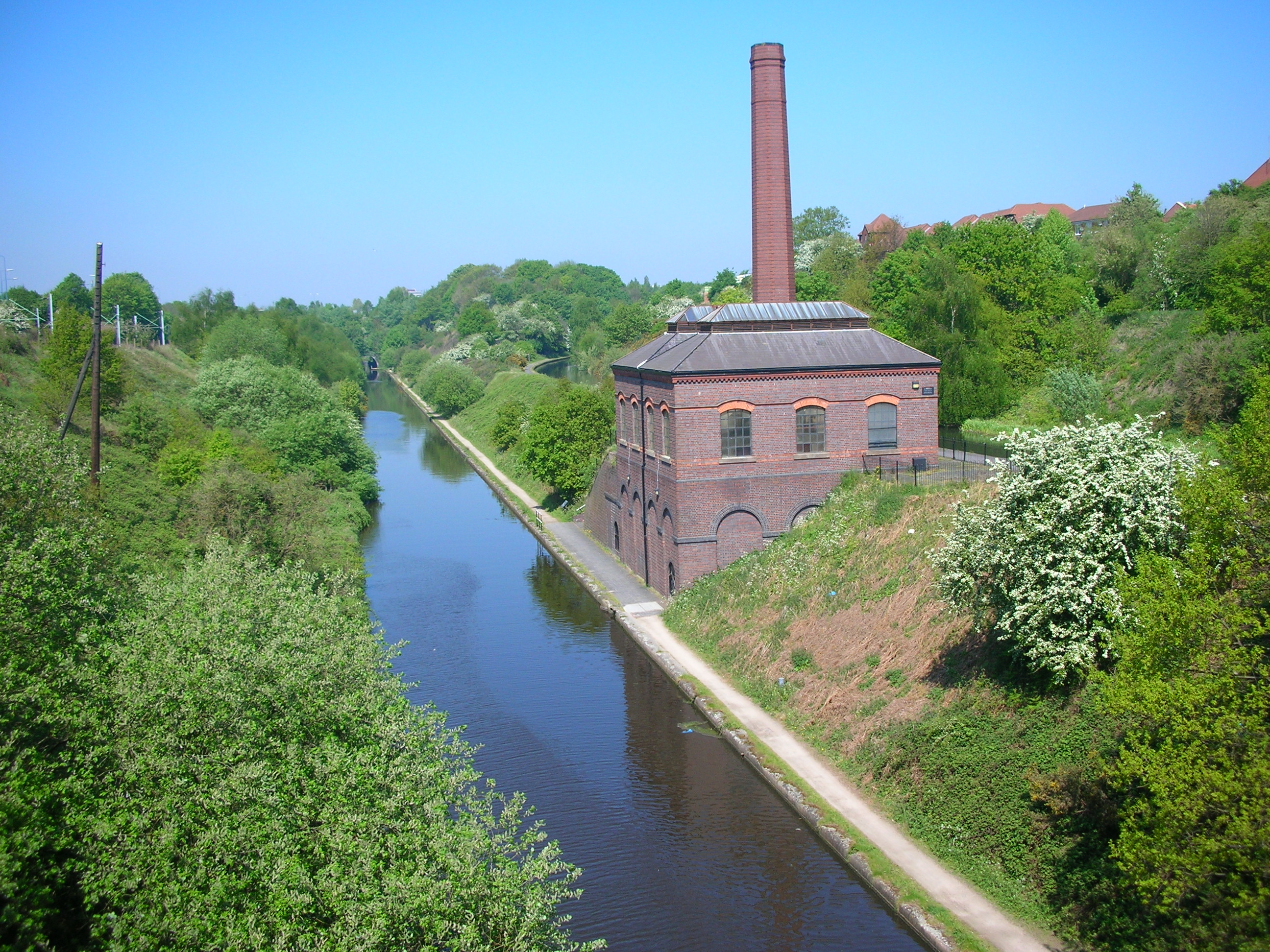
محطة الضخ الجديدة في سميثويك

عام 1892، تم استبدال المحرك بآخر بُني في مبنى ضخ جديد وهو الآن بناء مدرج، ويقع بجوار خط براسهاوس، وقد اعتُبر محرك سميثويك الأصلي غير اقتصادي من حيث الصيانة والإصلاح؛ وعليه فقد نُقل المحرك إلى مستودع شركة الممرات المائية البريطانية أوكر هيل، حيث بقي فيها حتى حصل عليه مجلس مدينة برمنغهام. وهو الآن جزء من مجموعة مقتنيات متاحف برمنغهام وهو معروض في متحف برمنغهام للعلوم (ثينكتانك). ويعتبر أقدم محرك عامل في العالم.